# Lučina (Milíře)
Lučina (německy Sorghof) je zaniklá vesnice v okrese Tachov v Plzeňském kraji. Ležela v Českém lese u obce Milíře na pravém břehu Mže v nadmořské výšce okolo 545 metrů. Zanikla v sedmdesátých letech dvacátého století v důsledku výstavby vodní nádrže Lučina.

## Název

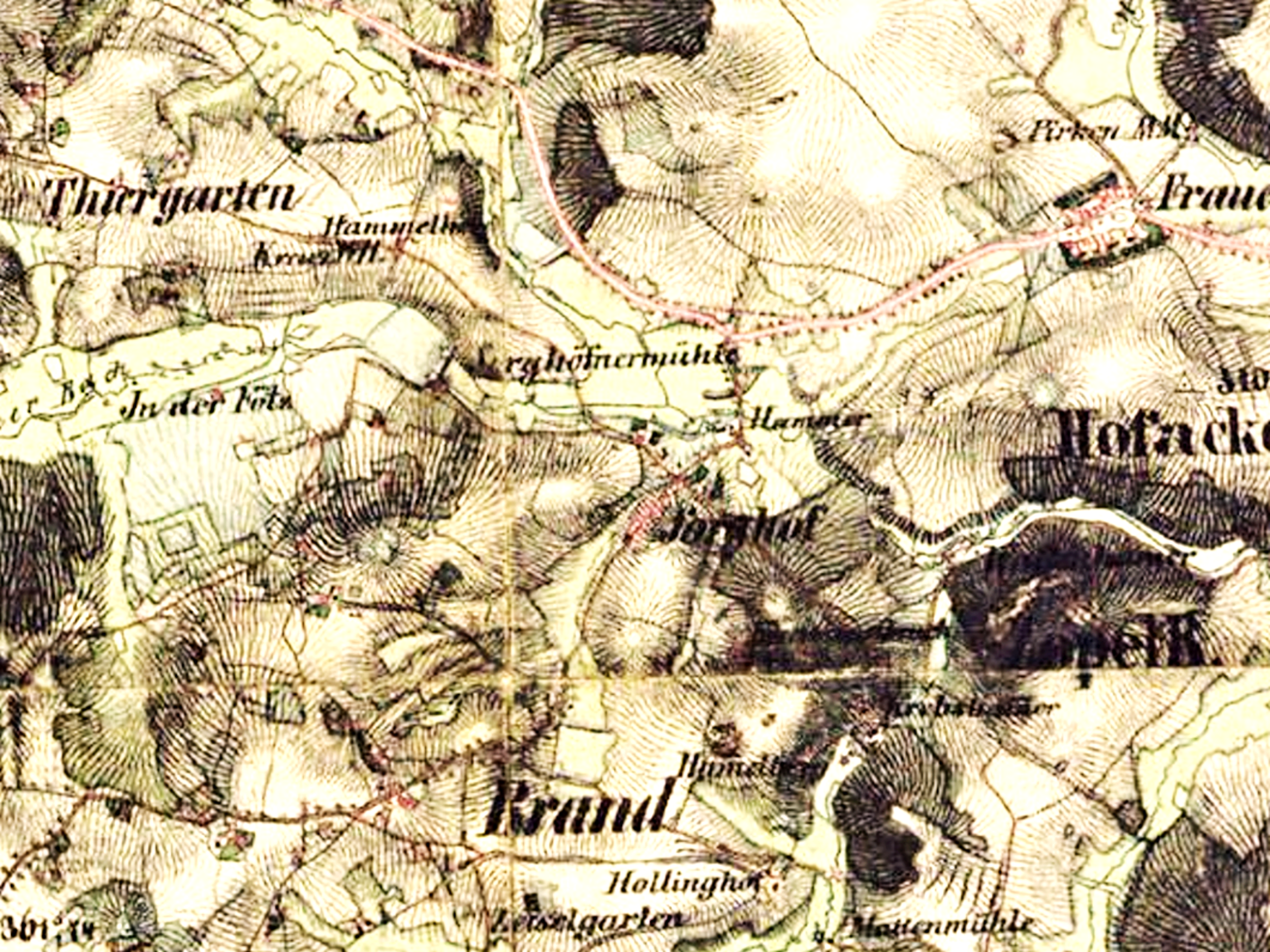
Zaniklá vesnice Lučina (Sorghof) a okolní obce Milíře (Brand) a Obora (Thiergarten) na mapě z poloviny 19. století

Jméno vesnice bylo odvozeno z příjmení Sorger. V historických pramenech se název objevuje ve tvarech Saigernhof (1523), Sorgerhoff (1555), ke dvoru Seygerovu (1588), na Sorghoffu (1594), Sarghof (1607), Sorghof (1607 a 1625), Sarchhoff (1774) a Sorfhof (1788 a 1838).

## Historie
První písemná zmínka o vesnici pochází z roku 1523. V Lučině byl v minulosti hamr a hut. Železárna byla v 60. letech 19. století přebudována brusírnu a leštírnu skla. Tyto provozy zanikly na počátku 20. století. Po odsunu němockého obyvatelstva po roce 1945 byla Lučina částečně dosídlena. Zánik jí přinesla až výstavba stejnojmenné vodní nádrže na řece Mži v první polovině 70. let 20. století.

## Obyvatelstvo
|           | 1869 | 1880 | 1890 | 1900 | 1910 | 1921 | 1930 | 1950 | 1961 | 1970 |
| --------- | ---- | ---- | ---- | ---- | ---- | ---- | ---- | ---- | ---- | ---- |
| Obyvatelé | 579  | 451  | 510  | 516  | 550  | 537  | 524  | 180  | 213  | 170  |
| Domy      | 45   | 50   | 55   | 59   | 73   | 73   | 86   | 115  | .    | 42   |

## Obecní správa
Při sčítání lidu v letech 1850–1879 Lučina byla osadou obce Mýto v okrese Tachov. V letech 1880–1971 byla samostatnou obcí v okrese Tachov. Od 26. listopadu 1971 do 31. prosince 1979 byla částí obce Milíře v okrese Tachov, kdy se konaly obecní volby. Evidenční část obce byla zrušena 1. ledna 1980. Od 1. července 1960 do 25. listopadu 1971 k obci patřily Milíře, Mýto, Obora a Zadní Milíře.